# Heterocompsa geniculata
Heterocompsa geniculata là một loài bọ cánh cứng trong họ Cerambycidae.